# Pölläsaari (ö i Pieksämäki)
Pölläsaari är en halvö i Finland. Den ligger i sjön Evottu och i kommunen Jockas i den ekonomiska regionen  Pieksämäki ekonomiska region  och landskapet Södra Savolax, i den södra delen av landet, 230 km nordost om huvudstaden Helsingfors.